# Erőss Loránd
Erőss Loránd (Budapest, 1965. augusztus 13. –) neurológus, idegsebész, osztályvezető főorvos, az Országos Mentális, Idegsebészeti és Ideggyógyászati Intézet főigazgatója.

## Élete
1990-ben szerzett orvosi diplomát a Semmelweis Orvostudományi Egyetemen, ezt követően 1995-ben neurológiából, 2000-ben pedig idegsebészetből szakvizsgázott. Orvosi pályáját Budapesten, a Központi MÁV Kórház ideggyógyászati és idegsebészeti osztályán kezdte. 2007-ben Magyarországon az elsők között szerezte meg a nemzetközi fájdalomterapeuta szakvizsgát (FIPP). A PhD fokozatot 2010-ben szerezte meg.  
Szakterülete az idegsebészet, az ideggyógyászat és a fájdalomterápia. 2010-től az Országos Idegsebészeti Tudományos Intézet Funkcionális Idegsebészeti Osztályának osztályvezető főorvosa, egyetemi docens. Oktat a Semmelweis Egyetemen és a Pázmány Péter Katolikus Egyetemen, részt vesz a graduális és posztgraduális orvosképzésben is. Tagja a Magyar Tudományos Akadémia Orvosi Tudományok Osztályának, illetve a Klinikai Idegtudományi Bizottságnak is. 2014-ben a Prima Primissima díj három jelöltjének egyikévé választották Magyar tudomány kategóriában. 2018-ban megkapta a Magyar Tudományos Akadémia Hemingway Alapítvány Dr. Szabó György díját, melyet évente a magyar orvostudomány egy-egy kiemelkedő személyiségének adnak. 
2013 óta tagja a Szuverén Máltai Lovagrendnek. 2015 óta a Magyar Máltai Lovagok Szövetségének ispotályosa.
2021 óta az Országos Mentális, Idegsebészeti és Ideggyógyászati Intézet főigazgatója. 
Házas, négy fia van. Családjával Solymáron él.

## Kutatási témái
Fő kutatási témái közé tartozik az epilepszia sebészeti úton történő kezelésének lehetőségei, a fájdalom és a mozgászavarok neurológiai kezelése – különös tekintettel a Parkinson-kórra –, a fájdalomszindrómák sebészeti és neuromodulációs kezelése, illetve a tumorlokalizálás és -eltávolítás új módszereinek kidolgozása. Foglalkozik még in vitro és in vivo elektrofiziológiai és optikai vizsgáló módszerek kutatásával és fejlesztésével is.

## Díjai
- Prima díj (2014)
- 2018. Dr. Szabó György díj

## Tudományos publikációi
- Clemens Z, Borbely C, Weiss B, Eross L, Szucs A, Kelemen A, Fabo D, Rasonyi G, Janszky J, Halasz P: Increased mesiotemporal delta activity characterizes virtual navigation in humans. NEUROSCIENCE RESEARCH 76:(1-2) pp. 67–75. (2013)
- Tamás Gertrúd, Takáts Annamária, Radics Péter, Rózsa Ildikó, Csibri Éva, Rudas Gábor, Golopencza Péter, Entz László, Fabó Dániel, Erőss Loránd: A mély agyi stimuláció hatékonysága Parkinson-kóros betegeink kezelésében [Efficacy of deep brain stimulation in our patients with Parkinson's disease]. IDEGGYÓGYÁSZATI SZEMLE / CLINICAL NEUROSCIENCE 66:(3-4) pp. 115–120. (2013)
- Dénes Z, Klauber A, Both B, Erőss L: Az intrathecalis baclofenkezelés tapasztalatai agykárosodást szenvedett, spasticus felnőtt betegek esetében. IDEGGYÓGYÁSZATI SZEMLE / CLINICAL NEUROSCIENCE 65:(7-8) pp. 243–247. (2012)
- Erőss Loránd, Fekete Gábor, Entz László, Fabó Dániel, Borbély Csaba, Kozák Lajos Rudolf, Andrejkovics Mónika, Czirják Sándor, Fedorcsák Imre, Novák László, Bognár László: Az intraoperatív elektromos agyi stimuláció szerepe a nyelvi és beszédfunkciók megőrzése céljából éber betegeken végzett idegsebészeti beavatkozások során. IDEGGYÓGYÁSZATI SZEMLE / CLINICAL NEUROSCIENCE 65:(9-10) pp. 333–341. (2012)
- Szucs A, Rasonyi G, Orbay P, Solyom A, Hollo A, Aranyi Z, Janszky J, Eross L, Kamondi A: Are proprioceptive-induced reflex seizures epileptically-enhanced stretch reflex manifestations? EPILEPTIC DISORDERS 14:(2) pp. 149–154. (2012)
- Clemens Z, Molle M, Eross L, Jakus R, Rasonyi G, Halasz P, Born J: Fine-tuned coupling between human parahippocampal ripples and sleep spindles. EUROPEAN JOURNAL OF NEUROSCIENCE 33:(3) pp. 511–520. (2011)
- Eross L: The role of neuronavigation in the assessment and surgical treatment of drug-resistant epilepsy. IDEGGYÓGYÁSZATI SZEMLE / CLINICAL NEUROSCIENCE 64:(9-10) pp. 333–337. (2011)
- Hangya B, Tihanyi BT, Entz L, Fabo D, Eross L, Wittner L, Jakus R, Varga V, Freund TF, Ulbert I: Complex Propagation Patterns Characterize Human Cortical Activity during Slow-Wave Sleep. JOURNAL OF NEUROSCIENCE 31:(24) pp. 8770–8779. (2011)
- Cash SS, Halgren E, Dehghani N, Rossetti AO, Thesen T, Wang CM, Devinsky O, Kuzniecky R, Doyle W, Madsen JR, Eross L, Halasz P, Karmos G, Csercsa R, Wittner L, Ulbert I: Response to Comment on "The Human K-Complex Represents an Isolated Cortical Down-State". SCIENCE 330:(6000) p. 35-b. (2010)
- Csercsa R, Dombovari B, Fabo D, Wittner L, Eross L, Entz L, Solyom A, Rasonyi G, Szucs A, Kelemen A, Jakus R, Juhos V, Grand L, Magony A, Halasz P, Freund TF, Magloczky Z, Cash SS, Papp L, Karmos G, Halgren E, Ulbert I: Laminar analysis of slow wave activity in humans. BRAIN 133:(Pt 9) pp. 2814–2829. (2010)
- Magloczky Z, Toth K, Karlocai R, Nagy S, Eross L, Czirjak S, Vajda J, Rasonyi G, Kelemen A, Juhos V, Halasz P, Mackie K, Freund TF: Dynamic changes of CB1-receptor expression in hippocampi of epileptic mice and humans. EPILEPSIA 51:(Suppl 3) pp. 115–120. (2010)
- Muller K, Fabo D, Entz L, Kelemen A, Halasz P, Rasonyi G, Eross L: Outcome of vagus nerve stimulation for epilepsy in Budapest. EPILEPSIA 51 Suppl 3: pp. 98–101. (2010)
- Toth K, Eross L, Vajda J, Halasz P, Freund TF, Magloczky Z: Loss and reorganization of calretinin-containing interneurons in the epileptic human hippocampus. BRAIN 133:(9) pp. 2763–2777. (2010)
- Cash SS, Halgren E, Dehghani N, Rossetti AO, Thesen T, Wang C, Devinsky O, Kuzniecky R, Doyle W, Madsen JR, Bromfield E, Eross L, Halasz P, Karmos G, Csercsa R, Wittner L, Ulbert I: The human K-complex represents an isolated cortical down-state. SCIENCE 324:(5930) pp. 1084–1087. (2009)
- Clemens Z, Weiss B, Szucs A, Eross L, Rasonyi G, Halasz P: Phase coupling between rhythmic slow activity and gamma characterizes mesiotemporal rapid-eye-movement sleep in humans. NEUROSCIENCE 163:(1) pp. 388–396. (2009)
- Erőss L, Bagó AG, Entz L, Fabó D, Halász P, Balogh A, Fedorcsák I: Neuronavigation and fluoroscopy-assisted subdural strip electrode positioning: a simple method to increase intraoperative accuracy of strip localization in epilepsy surgery. JOURNAL OF NEUROSURGERY 110:(2) pp. 327–331. (2009)
- Erőss L, Entz L, Fabó D, Jakus R, Szűcs A, Rásonyi GY, Kelemen A, Barcs G, Juhos V, Balogh A, Barsi P, Clemens ZS, Halász P: Interhemispheric propagation of seizures in mesial temporal lobe epilepsy. IDEGGYÓGYÁSZATI SZEMLE / CLINICAL NEUROSCIENCE 62:(9-10) pp. 319–325. (2009)
- Wittner L, Huberfeld G, Clémenceau S, Eross L, Dezamis E, Entz L, Ulbert I, Baulac M, Freund TF, Maglóczky Z, Miles R: The epileptic human hippocampal cornu ammonis 2 region generates spontaneous interictal-like activity in vitro. BRAIN 132:(11) pp. 3032–3046. (2009)
- Fabo D, Magloczky Z, Wittner L, Pek A, Eross L, Czirjak S, Vajda J, Solyom A, Rasonyi G, Szucs A, Kelemen A, Juhos V, Grand L, Dombovari B, Halasz P, Freund TF, Halgren E, Karmos G, Ulbert I: Properties of in vivo interictal spike generation in the human subiculum. BRAIN 131:(Pt 2) pp. 485–499. (2008)
- Ludanyi A, Eross L, Czirjak S, Vajda J, Halasz P, Watanabe M, Palkovits M, Magloczky Z, Freund TF, Katona I: Downregulation of the CB1 cannabinoid receptor and related molecular elements of the endocannabinoid system in epileptic human hippocampus. JOURNAL OF NEUROSCIENCE 28:(12) pp. 2976–2990. (2008)
- Clemens Zs, Mölle M, Erőss L, Barsi P, Halász P, Born J: Temporal coupling of parahippocampal ripples, sleep spindles and slow oscillations in humans. BRAIN 130: pp. 2868–2878. (2007)
- Kelemen A, Barsi P, Eross L, Vajda J, Czirjak S, Borbely C, Rasonyi G, Halasz P: Long-term outcome after temporal lobe surgery—prediction of late worsening of seizure control. SEIZURE-EUROPEAN JOURNAL OF EPILEPSY 15:(1) pp. 49–55. (2006)
- Fabo D, Magloczky Z, Eross L, Freund TF, Halasz P, Karmos G, Ulbert I: Subiculum-temporal cortex interactions during spikes and seizure. EPILEPSIA 46: p. 220. (2005)
- Halasz P, Juhos V, Eross L, Toth S, Balogh A, Gyorgy I, Barsi P, Kelemen A, Barcs G: A szupplementer szenzomotoros rohamok tünettana, kóreredete és műtéti kezelhetősége, illusztrativ esetismertetésekke. IDEGGYÓGYÁSZATI SZEMLE / CLINICAL NEUROSCIENCE 58:(3-4) pp. 89–104. (2005)
- Ulbert I, Fabo D, Magloczky Z, Bognar L, Eross L, Halgren E, Freund TF, Halasz P, Karmos G: Intracortical activation sequence of spontaneous and evoked spike-wave complexes in humans. EPILEPSIA 46: p. 200. (2005)
- Wittner L, Erőss L, Czirjak S, Halász P, Freund TF, Maglóczky Z: Surviving CA1 pyramidal cells receive intact perisomatic inhibitory input in the human epileptic hippocampus. BRAIN 128: pp. 138–152. (2005)
- Eross L, Magloczky Z, Czirjak S, Kollar G, Szabo Z, Toth S, Karmos G, Freund T, Ulbert I: Intraoperative laminar electrophysiology and histology of the hippocampus of patients with temporal lobe epilepsy. EPILEPSIA 45: pp. 74–75. (2004)
- Ulbert I, Magloczky Z, Eross L, Czirjak S, Vajda J, Bognar L, Toth S, Szabo Z, Halasz P, Fabo D, Halgren E, Freund TF, Karmos G: In vivo laminar electrophysiology co-registered with histology in the hippocampus of patients with temporal lobe epilepsy. EXPERIMENTAL NEUROLOGY 187:(2) pp. 310–318. (2004)
- Janszky J, Hollo A, Barsi P, Rasonyi G, Eross L, Kaloczkai A, Halasz P: Misleading lateralization by ictal SPECT in temporal lobe epilepsy – A case report. EPILEPTIC DISORDERS 4:(2) pp. 159–162. (2002)
- Wittner L, Erőss L, Szabó Z, Tóth Sz, Czirják S, Halász P, Freund TF, Maglóczky Zs: Synaptic reorganization of calbindin-positive neurons in the human hippocampal CA1 region in temporal lobe epilepsy. NEUROSCIENCE 115: pp. 961–978. (2002)
- Bódizs R, Kántor S, Szabó G, Szűcs A, Erőss L, Halász P: Rhythmic hippocampal slow oscillation characterizes REM sleep in humans. HIPPOCAMPUS 11:(6) pp. 747–753. (2001)
- Halász P, Balogh A, Neuwirth M, Vajda J, Czirják S, Tóth Sz, Erőss L, Bognár L, Rásonyi Gy, Janszky J, Juhos V, Fogarasi A, Barsi P, Borbély K, Trón L, Havas L: A műtéti kezelés helye az epilepszia gyógyításában. IDEGGYÓGYÁSZATI SZEMLE / CLINICAL NEUROSCIENCE 54: pp. 89–104. (2001)
- Janszky J, Rasonyi G, Fogarasi A, Bognar L, Eross L, Barsi P, Halasz P: Műtéttel gyógyítható epilepszia – összefoglaló tanulmány [Surgically treatable epilepsy – a review]. ORVOSI HETILAP 142:(30) pp. 1597–1604. (2001)
- Wittner L, Maglóczky Zs, Borhegyi Zs, Halász P, Tóth Sz, Erőss L, Szabó Z, Freund TF: Preservation of perisomatic inhibitory input of granule cells in the epileptic human dentate gyrus. NEUROSCIENCE 108: pp. 587–600. (2001)
- Elek G, Slowik F, Eross L, Toth S, Szabo Z, Balint K: Central neurocytoma with malignant course. Neuronal and glial differentiation and craniospinal dissemination. PATHOLOGY AND ONCOLOGY RESEARCH 5:(2) pp. 155–159. (1999)
- Janszky J, Barsi P, Halasz P, Eross L, Rasonyi G: Temporális lebeny epilepszia szindróma peritrigonális noduláris heterotopiával. IDEGGYÓGYÁSZATI SZEMLE / CLINICAL NEUROSCIENCE 52:(1-2) pp. 364–369. (1999)
- Rásonyi Gy, Halász P, Vajda J, Czirják S, Barsi P, Borbély K, Janszky J, Baros G, Zelei Zs, Tóth Sz, Szabó Z, Erőss L: Az OPNI-HIETE Epilepszia Centrum betegeinél 1992 és 1997 között végzett epilepszia műtétek kimenetele. IDEGGYÓGYÁSZATI SZEMLE / CLINICAL NEUROSCIENCE 51: pp. 186–187. (1998)
- Nagy K, Podanyi B, Eross L, Bazso P, Szabo Z, Bodrogi L: Neurofibromatosis with abdominal and severe central nervous system complications. ORVOSI HETILAP 137:(44) pp. 2465–2468. (1996)